# Sotenäs
Sotenäs is een Zweedse gemeente in Bohuslän. De gemeente behoort tot de provincie Västra Götalands län. Ze heeft een totale oppervlakte van 690,2 km² en telde 9336 inwoners in 2004.

## Plaatsen in de gemeente Sotenäs
- Kungshamn
- Hunnebostrand
- Smögen
- Väjern
- Bovallstrand
- Malmön
- Hovenäset
- Ulebergshamn en Strandhamn (småort dat bestaat uit Ulebergahamn en Strandhamn).